# Ratpenat cuallarg de Madagascar
El ratpenat cuallarg de Madagascar (Tadarida fulminans) és una espècie de ratpenat de la família dels molòssids que es troba a la República Democràtica del Congo, Kenya, Madagascar, Malawi, Ruanda, Sud-àfrica, Tanzània, Zàmbia i Zimbàbue.

## Subespècies
- Tadarida fulminans fulminans
- Tadarida fulminans mastersoni